# Caso Valenciennes-Olympique Marsiglia

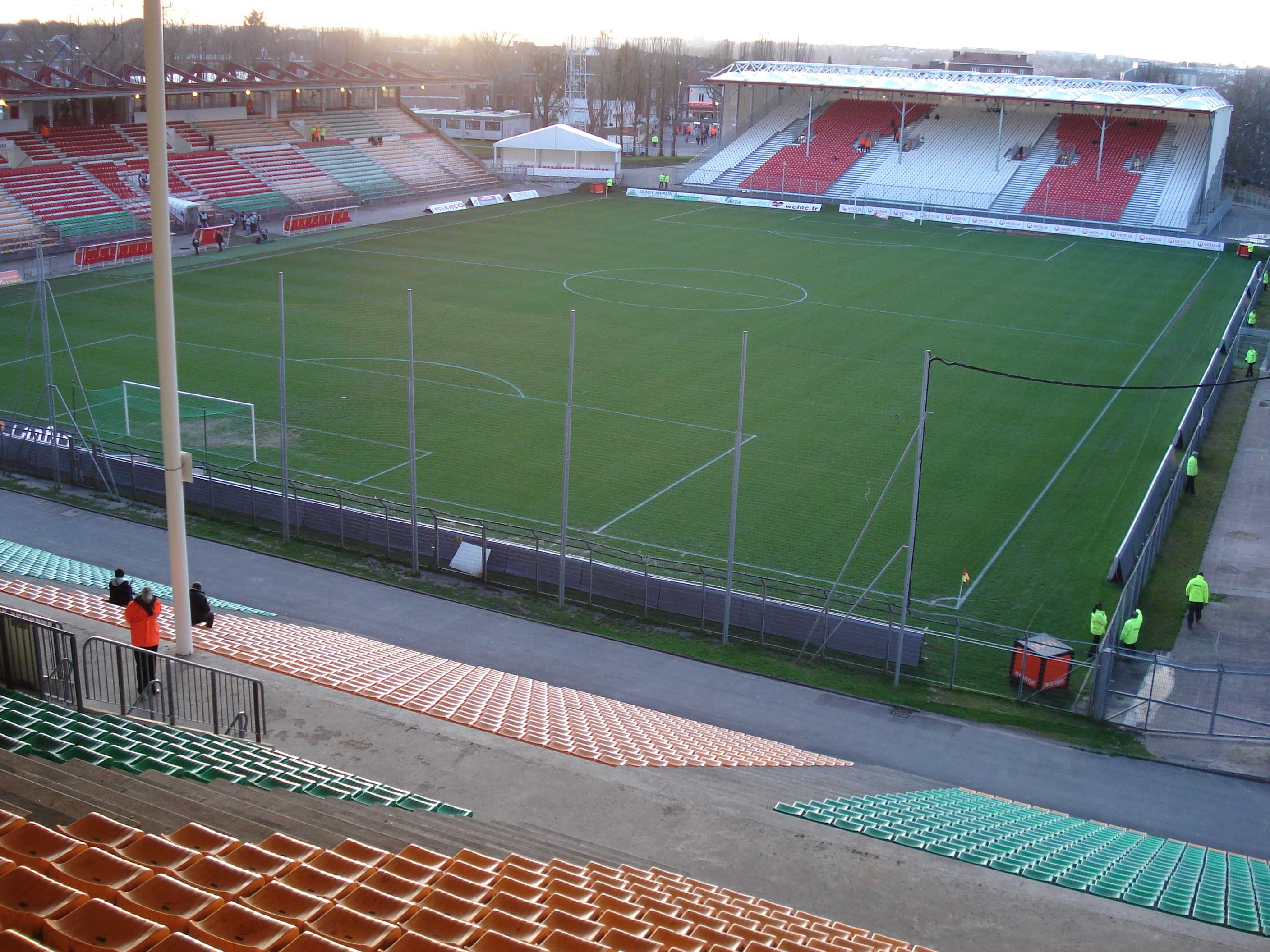
Lo stadio Nungesser di Valenciennes, sede della gara tra Valenciennes e Olympique Marsiglia del 20 maggio 1993.

Per caso Valenciennes-Olympique Marsiglia (in francese affaire VA-OM) si intende una vicenda di corruzione e frode sportiva avvenuta nell'annata 1992-1993 che vide coinvolte le squadre francesi del Valenciennes e dell'Olympique Marsiglia.

## Fatti
Dopo aver vinto quattro campionati francesi consecutivi (1989, 1990, 1991, 1992) e una Coppa di Francia (1989), l'Olympique Marsiglia si stava preparando ad un finale di stagione che sarebbe potuto passare alla storia se il club avesse vinto il proprio quinto titolo nazionale consecutivo (record per il calcio transalpino) e, soprattutto, la prima UEFA Champions League della propria storia, dopo essere stato sconfitto in finale nell'edizione 1990-1991.
Il 20 maggio 1993 l'Olympique giocò a Valenciennes l'anticipo della 36ª giornata di campionato in vista della finale europea contro il Milan e vinse per 1-0. Due giorni dopo, il 22 maggio, un giocatore del Valenciennes, Jacques Glassmann, dopo avere parlato con l'allenatore Boro Primorac, denunciò un tentativo di corruzione operato da due tesserati del club marsigliese, il giocatore Jean-Jacques Eydelie e il direttore generale Jean-Pierre Bernès, nei riguardi dei compagni di squadra Christophe Robert e Jorge Burruchaga e a lui stesso, che però rifiutò.
Lo scopo del tentativo di illecito era il seguente: corrompere i giocatori avversari e vincere l'incontro, risparmiando energie per preparare al meglio la partita contro il Milan della settimana successiva. Il 26 maggio, a Monaco di Baviera, l'Olympique sollevò per la prima volta la UEFA Champions League, battendo per 1-0 il Milan con rete di Basile Boli al 43º e, tre giorni dopo, superando in casa il Paris Saint-Germain per 3-1, si laureò campione di Francia per la nona volta nella storia nonché quinta volta consecutiva.

## Indagini
Il caso venne affidato al procuratore di Valenciennes Éric de Montgolfier e al giudice Bernard Beffy. Il 24 giugno 1993 vennero trovati 250 000 franchi sepolti nel giardino di Christophe Robert. Robert confessò il misfatto, dicendo che quei soldi li aveva ottenuti da Jean-Jacques Eydelie dopo la partita. Lo stesso Eydelie, due giorni dopo, venne arrestato. Inizialmente questi non confessò il crimine e continuò a giurare di essere innocente, ma, dopo l'arresto della moglie (complice in quella vicenda), confessò di aver corrotto i giocatori del Valenciennes, corrispondendo loro 250 000 franchi a testa.

## Processo sportivo

Il della stagione 1993-1994: la squadra italiana, giovando della squalifica dell'Olympique Marsiglia, poté giocare Coppa Intercontinentale e Supercoppa UEFA.

La vicenda ebbe una certa risonanza anche a livello internazionale, dal momento che il 6 settembre 1993 l'UEFA escluse in via preventiva l'Olympique Marsiglia dalla UEFA Champions League; di conseguenza, la Federazione calcistica della Francia (FFF) fu rappresentata dal Monaco nell'edizione 1993-1994 della massima competizione europea per club. Poiché la FFF non aveva ancora espresso un giudizio sulla vicenda, la FIFA minacciò di sospenderla da tutte le competizioni internazionali se non fosse arrivato un verdetto entro il 23 settembre: pochi giorni dopo, il 27 settembre, FIFA ed UEFA esclusero il club anche dalla Coppa Intercontinentale e dalla Supercoppa UEFA, ripescando il Milan.
Il 22 settembre 1993 la Commissione disciplinare della FFF prese i seguenti provvedimenti:
Società
- Olympique Marsiglia: revoca del titolo francese 1992-1993.

Tesserati società
- Jean-Pierre Bernès (general manager dell'Olympique Marsiglia): squalifica a tempo indeterminato.

Calciatori
- Jean-Jacques Eydelie (Olympique Marsiglia): squalifica a tempo indeterminato.
- Christophe Robert (Valenciennes): squalifica a tempo indeterminato.
- Jorge Burruchaga (Valenciennes): squalifica a tempo indeterminato.

La FFF propose l'attribuzione del titolo di campione di Francia al Paris Saint-Germain secondo classificato, ma il club parigino rifiutò il titolo per ragioni extrasportive – l'emittente Canal+, proprietario del Paris Saint-Germain e detentore dei diritti televisivi delle partite del campionato francese, non accettò l'offerta per motivi commerciali, in quanto temeva che l'assegnazione del titolo a tavolino avrebbe causato l'ira degli abbonati a Canal+ residenti nel sud della Francia –, lasciandolo vacante.
Il 10 febbraio 1994 Bernard Tapie, presidente dell'Olympique Marsiglia, venne messo sotto esame per corruzione e subornazione dei testimoni Boro Primorac e Jean-Jacques Eydelie. Dalle indagini emerse che fu Tapie ad organizzare l'illecito, pertanto il 22 aprile 1994 la FFF prese questi provvedimenti:
Società
- Olympique Marsiglia: retrocessione in Division 2.

Tesserati società
- Bernard Tapie (presidente dell'Olympique Marsiglia): squalifica a tempo indeterminato.
- Jean-Pierre Bernès (general manager dell'Olympique Marsiglia): radiato.

Calciatori
- Jean-Jacques Eydelie (Olympique Marsiglia): 2 anni in Francia, un anno a livello internazionale.
- Christophe Robert (Valenciennes): 2 anni in Francia, un anno a livello internazionale.
- Jorge Burruchaga (Valenciennes): 2 anni in Francia, un anno a livello internazionale.

## Processo penale

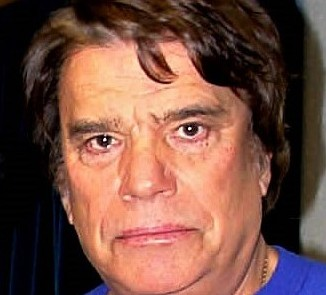
Bernard Tapie, presidente dell'Olympique Marsiglia all'epoca dell'affaire VA-OM.

La prima sentenza della giustizia ordinaria avvenne il 15 maggio 1995
- Bernard Tapie: 2 anni di detenzione di cui uno senza condizionale.
- Jean-Pierre Bernès: 2 anni di detenzione e multa di 15.000 franchi.
- Jean-Jacques Eydelie: un anno di detenzione e multa di 10.000 franchi.
- Christophe Robert e Jorge Burruchaga: 6 mesi di detenzione e multa di 5.000 franchi ciascuno.
- Marie-Christine Robert: 3 mesi di detenzione.

Nel processo d'appello (28 novembre 1995) la condanna di Tapie sarà di 2 anni di detenzione, di cui otto mesi senza condizionale, con multa di 20.000 franchi e 3 anni di ineleggibilità.